# Morpho clarus
Morpho clarus är en fjärilsart som beskrevs av Krüger. Morpho clarus ingår i släktet Morpho och familjen praktfjärilar. Inga underarter finns listade i Catalogue of Life.